# Can Manel Súria
Can Manel Súria és una masia de Maçanet de la Selva (Selva) inclosa a l'Inventari del Patrimoni Arquitectònic de Catalunya.

## Descripció
Edifici de planta rectangular i dos plantes amb coberta de dues aigües a façana. De la masia original només en resten els marcs de pedra de les obertures antigues, tant interiors com exteriors.
Té una construcció adossada d'una planta i terrassa al costat sud i una tanca metàl·lica i arbòria l'envolta i l'aïlla del camí públic.

## Història
La casa antiga fou enderrocada i reconstruïda de nou a principis dels anys setanta del segle xx.